# Eleições legislativas portuguesas de 2019 no distrito de Faro
| Eleições legislativas portuguesas de 2019 Distritos: Aveiro \| Beja \| Braga \| Bragança \| Castelo Branco \| Coimbra \| Évora \| Faro \| Guarda \| Leiria \| Lisboa \| Portalegre \| Porto \| Santarém \| Setúbal \| Viana do Castelo \| Vila Real \| Viseu \| Açores \| Madeira \| Estrangeiro |

## Resultados por concelho
Os resultados nos concelhos do Distrito de Faro foram os seguintes:

### Albufeira
| Partido                 | Partido                              | Votos  | %               | +/-  |
| ----------------------- | ------------------------------------ | ------ | --------------- | ---- |
|                         | Partido Socialista                   | 4 732  | 33,63 / 100,00  | 4,05 |
|                         | Partido Social Democrata             | 3 574  | 25,40 / 100,00  | -    |
|                         | Bloco de Esquerda                    | 1 570  | 11,16 / 100,00  | 2,72 |
|                         | CDU - Coligação Democrática Unitária | 800    | 5,69 / 100,00   | 1,50 |
|                         | Pessoas–Animais–Natureza             | 774    | 5,50 / 100,00   | 2,71 |
|                         | CDS – Partido Popular                | 627    | 4,46 / 100,00   | -    |
|                         | CHEGA!                               | 392    | 2,79 / 100,00   | Novo |
|                         | LIVRE                                | 147    | 1,04 / 100,00   | 0,26 |
|                         | Iniciativa Liberal                   | 146    | 1,04 / 100,00   | Novo |
|                         | Outros (com menos de 1,00%)          | 652    | 4,62 / 100,00   |      |
| Votos Inválidos         | Votos Inválidos                      | 658    | 4,67 / 100,00   | 0,88 |
| Total                   | Total                                | 14 072 | 100,00 / 100,00 |      |
| Eleitorado/Participação | Eleitorado/Participação              | 34 611 | 40,66 / 100,00  | 4,55 |

| Freguesia                 | %     | %     | %     | %    | %    | %    | %    | %    | %    | Votantes |
| Freguesia                 | PS    | PSD   | BE    | CDU  | PAN  | CDS  | CH   | L    | IL   | Votantes |
| ------------------------- | ----- | ----- | ----- | ---- | ---- | ---- | ---- | ---- | ---- | -------- |
| Albufeira e Olhos de Água | 31,76 | 27,07 | 10,64 | 6,28 | 5,95 | 4,29 | 2,75 | 1,15 | 1,04 | 8 763    |
| Ferreiras                 | 35,13 | 22,34 | 12,78 | 5,22 | 4,26 | 4,94 | 3,19 | 0,76 | 0,88 | 2 511    |
| Guia                      | 36,92 | 25,37 | 10,45 | 3,50 | 5,45 | 5,19 | 2,79 | 0,97 | 1,30 | 1 541    |
| Paderne                   | 39,62 | 19,89 | 12,41 | 5,17 | 4,93 | 3,74 | 2,23 | 0,95 | 1,03 | 1 257    |
| Albufeira                 | 33,63 | 25,40 | 11,16 | 5,69 | 5,50 | 4,46 | 2,79 | 1,04 | 1,04 | 14 072   |

### Alcoutim
| Partido                 | Partido                              | Votos | %               | +/-  |
| ----------------------- | ------------------------------------ | ----- | --------------- | ---- |
|                         | Partido Socialista                   | 646   | 48,03 / 100,00  | 5,05 |
|                         | Partido Social Democrata             | 376   | 27,96 / 100,00  | -    |
|                         | Bloco de Esquerda                    | 76    | 5,65 / 100,00   | 0,58 |
|                         | CDU - Coligação Democrática Unitária | 72    | 5,35 / 100,00   | 1,58 |
|                         | CDS – Partido Popular                | 44    | 3,27 / 100,00   | -    |
|                         | Pessoas–Animais–Natureza             | 16    | 1,19 / 100,00   | 0,55 |
|                         | Outros (com menos de 1,00%)          | 50    | 3,72 / 100,00   |      |
| Votos Inválidos         | Votos Inválidos                      | 65    | 4,83 / 100,00   | 1,67 |
| Total                   | Total                                | 1 345 | 100,00 / 100,00 |      |
| Eleitorado/Participação | Eleitorado/Participação              | 2 391 | 56,25 / 100,00  | 2,60 |

| Freguesia          | %     | %     | %    | %     | %    | %    | Votantes |
| Freguesia          | PS    | PSD   | BE   | CDU   | CDS  | PAN  | Votantes |
| ------------------ | ----- | ----- | ---- | ----- | ---- | ---- | -------- |
| Alcoutim e Pereiro | 54,36 | 22,35 | 7,77 | 4,36  | 3,03 | 0,76 | 528      |
| Giões              | 40,37 | 31,19 | 2,75 | 12,84 | 5,50 | 0,92 | 109      |
| Martim Longo       | 38,37 | 35,85 | 4,26 | 6,01  | 3,10 | 1,55 | 516      |
| Vaqueiros          | 60,94 | 20,31 | 5,21 | 2,08  | 3,13 | 1,56 | 192      |
| Alcoutim           | 48,03 | 27,96 | 5,65 | 5,35  | 3,27 | 1,19 | 1 345    |

### Aljezur
| Partido                 | Partido                                         | Votos | %               | +/-  |
| ----------------------- | ----------------------------------------------- | ----- | --------------- | ---- |
|                         | Partido Socialista                              | 862   | 41,09 / 100,00  | 3,71 |
|                         | Partido Social Democrata                        | 316   | 15,06 / 100,00  | -    |
|                         | Bloco de Esquerda                               | 229   | 10,92 / 100,00  | 0,27 |
|                         | CDU - Coligação Democrática Unitária            | 198   | 9,44 / 100,00   | 2,41 |
|                         | Pessoas–Animais–Natureza                        | 112   | 5,34 / 100,00   | 3,67 |
|                         | CDS – Partido Popular                           | 66    | 3,15 / 100,00   | -    |
|                         | CHEGA!                                          | 49    | 2,34 / 100,00   | Novo |
|                         | Partido Comunista dos Trabalhadores Portugueses | 30    | 1,43 / 100,00   | 1,55 |
|                         | Reagir Incluir Reciclar                         | 29    | 1,38 / 100,00   | Novo |
|                         | Outros (com menos de 1,00%)                     | 100   | 4,76 / 100,00   |      |
| Votos Inválidos         | Votos Inválidos                                 | 107   | 5,10 / 100,00   | 0,45 |
| Total                   | Total                                           | 2 098 | 100,00 / 100,00 |      |
| Eleitorado/Participação | Eleitorado/Participação                         | 4 076 | 51,47 / 100,00  | 4,26 |

| Freguesia | %     | %     | %     | %     | %    | %    | %    | %    | %    | Votantes |
| Freguesia | PS    | PSD   | BE    | CDU   | PAN  | CDS  | CH   | PCTP | RIR  | Votantes |
| --------- | ----- | ----- | ----- | ----- | ---- | ---- | ---- | ---- | ---- | -------- |
| Aljezur   | 40,08 | 17,13 | 12,00 | 7,45  | 6,29 | 3,19 | 2,71 | 0,68 | 0,97 | 1 033    |
| Bordeira  | 42,75 | 19,57 | 6,52  | 6,52  | 2,90 | 2,17 | 2,17 | 4,35 | 1,45 | 138      |
| Odeceixe  | 40,95 | 10,95 | 10,48 | 16,67 | 3,81 | 3,10 | 1,90 | 2,38 | 0,95 | 420      |
| Rogil     | 42,80 | 13,02 | 10,26 | 8,28  | 5,33 | 3,35 | 1,97 | 1,38 | 2,56 | 507      |
| Aljezur   | 41,09 | 15,06 | 10,92 | 9,44  | 5,34 | 3,15 | 2,34 | 1,43 | 1,38 | 2 098    |

### Castro Marim
| Partido                 | Partido                              | Votos | %               | +/-  |
| ----------------------- | ------------------------------------ | ----- | --------------- | ---- |
|                         | Partido Socialista                   | 1 162 | 43,15 / 100,00  | 3,23 |
|                         | Partido Social Democrata             | 636   | 23,62 / 100,00  | -    |
|                         | Bloco de Esquerda                    | 285   | 10,58 / 100,00  | 2,42 |
|                         | CDU - Coligação Democrática Unitária | 170   | 6,31 / 100,00   | 1,04 |
|                         | CDS – Partido Popular                | 105   | 3,90 / 100,00   | -    |
|                         | Pessoas–Animais–Natureza             | 80    | 2,97 / 100,00   | 1,92 |
|                         | CHEGA!                               | 48    | 1,78 / 100,00   | Novo |
|                         | Outros (com menos de 1,00%)          | 105   | 3,90 / 100,00   |      |
| Votos Inválidos         | Votos Inválidos                      | 97    | 3,60 / 100,00   | 0,07 |
| Total                   | Total                                | 2 693 | 100,00 / 100,00 |      |
| Eleitorado/Participação | Eleitorado/Participação              | 5 747 | 46,86 / 100,00  | 7,12 |

| Freguesia    | %     | %     | %     | %    | %    | %    | %    | Votantes |
| Freguesia    | PS    | PSD   | BE    | CDU  | CDS  | PAN  | CH   | Votantes |
| ------------ | ----- | ----- | ----- | ---- | ---- | ---- | ---- | -------- |
| Altura       | 42,46 | 21,17 | 12,63 | 6,90 | 4,21 | 4,09 | 1,40 | 855      |
| Azinhal      | 40,95 | 26,72 | 9,05  | 6,03 | 3,88 | 0,86 | 1,72 | 232      |
| Castro Marim | 42,42 | 23,61 | 10,74 | 6,63 | 3,66 | 3,12 | 2,21 | 1 313    |
| Odeleite     | 50,17 | 28,33 | 5,12  | 3,41 | 4,10 | 0,68 | 1,02 | 293      |
| Castro Marim | 43,15 | 23,62 | 10,58 | 6,31 | 3,90 | 2,97 | 1,78 | 2 693    |

### Faro
| Partido                 | Partido                              | Votos  | %               | +/-  |
| ----------------------- | ------------------------------------ | ------ | --------------- | ---- |
|                         | Partido Socialista                   | 10 157 | 35,53 / 100,00  | 1,51 |
|                         | Partido Social Democrata             | 6 815  | 23,84 / 100,00  | -    |
|                         | Bloco de Esquerda                    | 3 732  | 13,05 / 100,00  | 0,48 |
|                         | CDU - Coligação Democrática Unitária | 2 049  | 7,17 / 100,00   | 1,71 |
|                         | Pessoas–Animais–Natureza             | 1 444  | 5,05 / 100,00   | 3,00 |
|                         | CDS – Partido Popular                | 1 021  | 3,57 / 100,00   | -    |
|                         | CHEGA!                               | 544    | 1,90 / 100,00   | Novo |
|                         | Iniciativa Liberal                   | 291    | 1,02 / 100,00   | Novo |
|                         | Outros (com menos de 1,00%)          | 1 356  | 4,73 / 100,00   |      |
| Votos Inválidos         | Votos Inválidos                      | 1 188  | 4,12 / 100,00   | 0,73 |
| Total                   | Total                                | 28 587 | 100,00 / 100,00 |      |
| Eleitorado/Participação | Eleitorado/Participação              | 56 582 | 50,52 / 100,00  | 4,44 |

| Freguesia             | %     | %     | %     | %     | %    | %    | %    | %    | Votantes |
| Freguesia             | PS    | PSD   | BE    | CDU   | PAN  | CDS  | CH   | IL   | Votantes |
| --------------------- | ----- | ----- | ----- | ----- | ---- | ---- | ---- | ---- | -------- |
| Conceição e Estoi     | 38,89 | 22,20 | 11,30 | 7,10  | 3,86 | 4,05 | 1,81 | 1,06 | 3 211    |
| Faro (Sé e São Pedro) | 35,45 | 23,79 | 13,45 | 7,13  | 5,09 | 3,37 | 1,92 | 1,07 | 20 060   |
| Montenegro            | 33,25 | 26,74 | 12,74 | 5,35  | 6,10 | 4,26 | 2,01 | 1,01 | 3 871    |
| Santa Bárbara de Nexe | 35,09 | 20,42 | 12,25 | 12,66 | 4,29 | 3,46 | 1,59 | 0,28 | 1 445    |
| Faro                  | 35,53 | 23,84 | 13,05 | 7,17  | 5,05 | 3,57 | 1,90 | 1,02 | 28 587   |

### Lagoa
| Partido                 | Partido                                         | Votos  | %               | +/-  |
| ----------------------- | ----------------------------------------------- | ------ | --------------- | ---- |
|                         | Partido Socialista                              | 3 337  | 37,85 / 100,00  | 6,63 |
|                         | Partido Social Democrata                        | 1 803  | 20,45 / 100,00  | -    |
|                         | Bloco de Esquerda                               | 1 097  | 12,44 / 100,00  | 3,65 |
|                         | CDU - Coligação Democrática Unitária            | 576    | 6,53 / 100,00   | 2,66 |
|                         | Pessoas–Animais–Natureza                        | 455    | 5,16 / 100,00   | 3,12 |
|                         | CDS – Partido Popular                           | 323    | 3,66 / 100,00   | -    |
|                         | CHEGA!                                          | 249    | 2,82 / 100,00   | Novo |
|                         | LIVRE                                           | 114    | 1,29 / 100,00   | 0,74 |
|                         | Partido Comunista dos Trabalhadores Portugueses | 91     | 1,03 / 100,00   | 0,77 |
|                         | Outros (com menos de 1,00%)                     | 395    | 4,48 / 100,00   |      |
| Votos Inválidos         | Votos Inválidos                                 | 376    | 4,27 / 100,00   | 0,92 |
| Total                   | Total                                           | 8 816  | 100,00 / 100,00 |      |
| Eleitorado/Participação | Eleitorado/Participação                         | 18 539 | 47,55 / 100,00  | 6,22 |

| Freguesia          | %     | %     | %     | %    | %    | %    | %    | %    | %    | Votantes |
| Freguesia          | PS    | PSD   | BE    | CDU  | PAN  | CDS  | CH   | L    | PCTP | Votantes |
| ------------------ | ----- | ----- | ----- | ---- | ---- | ---- | ---- | ---- | ---- | -------- |
| Estômbar e Parchal | 37,88 | 17,81 | 13,91 | 7,31 | 5,25 | 3,52 | 2,91 | 1,37 | 1,35 | 3 638    |
| Ferragudo          | 46,76 | 14,87 | 13,60 | 8,01 | 3,18 | 2,16 | 2,29 | 0,76 | 0,38 | 787      |
| Lagoa e Carvoeiro  | 36,39 | 23,53 | 10,96 | 5,92 | 5,33 | 3,90 | 2,88 | 1,16 | 0,92 | 3 715    |
| Porches            | 35,36 | 24,26 | 11,39 | 3,99 | 6,07 | 4,88 | 2,66 | 2,22 | 0,74 | 676      |
| Lagoa              | 37,85 | 20,45 | 12,44 | 6,53 | 5,16 | 3,66 | 2,82 | 1,29 | 1,03 | 8 816    |

### Lagos
| Partido                 | Partido                                         | Votos  | %               | +/-  |
| ----------------------- | ----------------------------------------------- | ------ | --------------- | ---- |
|                         | Partido Socialista                              | 4 125  | 38,81 / 100,00  | 4,20 |
|                         | Partido Social Democrata                        | 1 977  | 18,60 / 100,00  | -    |
|                         | Bloco de Esquerda                               | 1 441  | 13,56 / 100,00  | 2,45 |
|                         | CDU - Coligação Democrática Unitária            | 789    | 7,42 / 100,00   | 2,55 |
|                         | Pessoas–Animais–Natureza                        | 530    | 4,99 / 100,00   | 2,86 |
|                         | CDS – Partido Popular                           | 343    | 3,23 / 100,00   | -    |
|                         | CHEGA!                                          | 170    | 1,60 / 100,00   | Novo |
|                         | LIVRE                                           | 140    | 1,32 / 100,00   | 0,63 |
|                         | Partido Comunista dos Trabalhadores Portugueses | 113    | 1,06 / 100,00   | 0,50 |
|                         | Outros (com menos de 1,00%)                     | 502    | 4,73 / 100,00   |      |
| Votos Inválidos         | Votos Inválidos                                 | 498    | 4,69 / 100,00   | 0,44 |
| Total                   | Total                                           | 10 628 | 100,00 / 100,00 |      |
| Eleitorado/Participação | Eleitorado/Participação                         | 23 659 | 44,92 / 100,00  | 7,11 |

| Freguesia                     | %     | %     | %     | %    | %    | %    | %    | %    | %    | Votantes |
| Freguesia                     | PS    | PSD   | BE    | CDU  | PAN  | CDS  | CH   | L    | PCTP | Votantes |
| ----------------------------- | ----- | ----- | ----- | ---- | ---- | ---- | ---- | ---- | ---- | -------- |
| Bensafrim e Barão de São João | 46,08 | 14,39 | 11,46 | 8,77 | 3,98 | 2,69 | 1,99 | 0,47 | 1,17 | 855      |
| Luz                           | 38,66 | 18,72 | 14,68 | 5,67 | 4,35 | 3,44 | 2,13 | 0,91 | 0,91 | 988      |
| Odiáxere                      | 43,79 | 17,18 | 10,87 | 9,32 | 3,31 | 3,31 | 0,93 | 1,14 | 1,24 | 966      |
| São Gonçalo de Lagos          | 37,42 | 19,22 | 13,98 | 7,26 | 5,38 | 3,25 | 1,57 | 1,48 | 1,05 | 7 819    |
| Lagos                         | 38,81 | 18,60 | 13,56 | 7,42 | 4,99 | 3,23 | 1,60 | 1,32 | 1,06 | 10 628   |

### Loulé
| Partido                 | Partido                              | Votos  | %               | +/-  |
| ----------------------- | ------------------------------------ | ------ | --------------- | ---- |
|                         | Partido Socialista                   | 9 476  | 37,33 / 100,00  | 7,01 |
|                         | Partido Social Democrata             | 6 881  | 27,11 / 100,00  | -    |
|                         | Bloco de Esquerda                    | 2 418  | 9,53 / 100,00   | 2,39 |
|                         | Pessoas–Animais–Natureza             | 1 199  | 4,72 / 100,00   | 2,72 |
|                         | CDU - Coligação Democrática Unitária | 1 042  | 4,11 / 100,00   | 1,64 |
|                         | CDS – Partido Popular                | 1 024  | 4,03 / 100,00   | -    |
|                         | CHEGA!                               | 507    | 2,00 / 100,00   | Novo |
|                         | Outros (com menos de 1,00%)          | 1 524  | 6,00 / 100,00   |      |
| Votos Inválidos         | Votos Inválidos                      | 1 312  | 5,17 / 100,00   | 0,84 |
| Total                   | Total                                | 25 383 | 100,00 / 100,00 |      |
| Eleitorado/Participação | Eleitorado/Participação              | 59 307 | 42,80 / 100,00  | 5,43 |

| Freguesia               | %     | %     | %     | %    | %    | %    | %    | Votantes |
| Freguesia               | PS    | PSD   | BE    | PAN  | CDU  | CDS  | CH   | Votantes |
| ----------------------- | ----- | ----- | ----- | ---- | ---- | ---- | ---- | -------- |
| Almancil                | 38,35 | 27,23 | 7,78  | 4,63 | 4,41 | 4,76 | 1,89 | 3 173    |
| Alte                    | 50,38 | 19,50 | 8,50  | 1,88 | 6,00 | 3,00 | 0,38 | 800      |
| Ameixial                | 54,55 | 25,00 | 5,45  | 1,36 | 1,36 | 4,55 | 0    | 220      |
| Boliqueime              | 32,51 | 28,65 | 8,19  | 4,65 | 2,84 | 5,23 | 3,54 | 1 892    |
| Loulé (São Clemente)    | 39,00 | 22,19 | 11,90 | 5,21 | 4,44 | 3,88 | 1,84 | 6 907    |
| Loulé (São Sebastião)   | 36,42 | 29,61 | 8,94  | 5,03 | 3,84 | 3,70 | 1,82 | 2 864    |
| Quarteira               | 33,25 | 32,35 | 9,09  | 5,04 | 3,67 | 4,00 | 2,29 | 7 308    |
| Querença, Tôr e Benafim | 41,80 | 24,23 | 8,65  | 3,60 | 5,05 | 3,60 | 1,08 | 1 110    |
| Salir                   | 44,18 | 22,54 | 8,84  | 3,07 | 5,05 | 3,07 | 1,71 | 1 109    |
| Loulé                   | 37,33 | 27,11 | 9,53  | 4,72 | 4,11 | 4,03 | 2,00 | 25 383   |

### Monchique
| Partido                 | Partido                                         | Votos | %               | +/-  |
| ----------------------- | ----------------------------------------------- | ----- | --------------- | ---- |
|                         | Partido Socialista                              | 1 085 | 38,29 / 100,00  | 0,22 |
|                         | Partido Social Democrata                        | 694   | 24,49 / 100,00  | -    |
|                         | Bloco de Esquerda                               | 294   | 10,37 / 100,00  | 1,39 |
|                         | CDU - Coligação Democrática Unitária            | 207   | 7,30 / 100,00   | 1,16 |
|                         | CDS – Partido Popular                           | 92    | 3,25 / 100,00   | -    |
|                         | Pessoas–Animais–Natureza                        | 80    | 2,82 / 100,00   | 1,88 |
|                         | Partido Comunista dos Trabalhadores Portugueses | 39    | 1,38 / 100,00   | 0,74 |
|                         | Outros (com menos de 1,00%)                     | 164   | 5,78 / 100,00   |      |
| Votos Inválidos         | Votos Inválidos                                 | 179   | 6,31 / 100,00   | 1,85 |
| Total                   | Total                                           | 2 834 | 100,00 / 100,00 |      |
| Eleitorado/Participação | Eleitorado/Participação                         | 4 561 | 62,14 / 100,00  | 4,02 |

| Freguesia | %     | %     | %     | %    | %    | %    | %    | Votantes |
| Freguesia | PS    | PSD   | BE    | CDU  | CDS  | PAN  | PCTP | Votantes |
| --------- | ----- | ----- | ----- | ---- | ---- | ---- | ---- | -------- |
| Alferce   | 41,21 | 26,92 | 8,79  | 3,30 | 4,95 | 1,65 | 1,10 | 182      |
| Marmelete | 32,49 | 33,05 | 6,72  | 7,00 | 4,76 | 2,52 | 0,84 | 357      |
| Monchique | 38,95 | 22,96 | 11,07 | 7,67 | 2,88 | 2,96 | 1,48 | 2 295    |
| Monchique | 38,29 | 24,49 | 10,37 | 7,30 | 3,25 | 2,82 | 1,38 | 2 834    |

### Olhão
| Partido                 | Partido                                         | Votos  | %               | +/-  |
| ----------------------- | ----------------------------------------------- | ------ | --------------- | ---- |
|                         | Partido Socialista                              | 5 969  | 37,26 / 100,00  | 4,69 |
|                         | Partido Social Democrata                        | 3 046  | 19,01 / 100,00  | -    |
|                         | Bloco de Esquerda                               | 2 246  | 14,02 / 100,00  | 1,90 |
|                         | CDU - Coligação Democrática Unitária            | 1 165  | 7,27 / 100,00   | 2,07 |
|                         | Pessoas–Animais–Natureza                        | 861    | 5,37 / 100,00   | 3,15 |
|                         | CDS – Partido Popular                           | 648    | 4,05 / 100,00   | -    |
|                         | CHEGA!                                          | 356    | 2,22 / 100,00   | Novo |
|                         | Partido Comunista dos Trabalhadores Portugueses | 190    | 1,19 / 100,00   | 0,72 |
|                         | Outros (com menos de 1,00%)                     | 868    | 5,42 / 100,00   |      |
| Votos Inválidos         | Votos Inválidos                                 | 670    | 4,18 / 100,00   | 0,72 |
| Total                   | Total                                           | 16 019 | 100,00 / 100,00 |      |
| Eleitorado/Participação | Eleitorado/Participação                         | 37 244 | 43,01 / 100,00  | 5,46 |

| Freguesia             | %     | %     | %     | %    | %    | %    | %    | %    | Votantes |
| Freguesia             | PS    | PSD   | BE    | CDU  | PAN  | CDS  | CH   | PCTP | Votantes |
| --------------------- | ----- | ----- | ----- | ---- | ---- | ---- | ---- | ---- | -------- |
| Moncarapacho e Fuseta | 37,29 | 22,43 | 12,21 | 6,76 | 4,27 | 4,52 | 1,40 | 1,29 | 3 652    |
| Olhão                 | 39,07 | 17,12 | 14,59 | 6,94 | 6,19 | 4,10 | 2,05 | 1,32 | 4 929    |
| Pechão                | 34,47 | 20,15 | 14,73 | 7,99 | 5,63 | 3,68 | 2,85 | 0,83 | 1 439    |
| Quelfes               | 36,42 | 18,22 | 14,49 | 7,68 | 5,32 | 3,80 | 2,72 | 1,10 | 5 999    |
| Olhão                 | 37,26 | 19,01 | 14,02 | 7,27 | 5,37 | 4,05 | 2,22 | 1,19 | 16 019   |

### Portimão
| Partido                 | Partido                              | Votos  | %               | +/-  |
| ----------------------- | ------------------------------------ | ------ | --------------- | ---- |
|                         | Partido Socialista                   | 7 711  | 34,62 / 100,00  | 2,52 |
|                         | Partido Social Democrata             | 4 727  | 21,22 / 100,00  | -    |
|                         | Bloco de Esquerda                    | 3 267  | 14,67 / 100,00  | 1,54 |
|                         | CDU - Coligação Democrática Unitária | 1 431  | 6,42 / 100,00   | 1,67 |
|                         | Pessoas–Animais–Natureza             | 1 205  | 5,41 / 100,00   | 3,44 |
|                         | CDS – Partido Popular                | 937    | 4,21 / 100,00   | -    |
|                         | CHEGA!                               | 510    | 2,29 / 100,00   | Novo |
|                         | LIVRE                                | 262    | 1,18 / 100,00   | 0,42 |
|                         | Outros (com menos de 1,00%)          | 1 285  | 5,77 / 100,00   |      |
| Votos Inválidos         | Votos Inválidos                      | 939    | 4,21 / 100,00   | 0,40 |
| Total                   | Total                                | 22 274 | 100,00 / 100,00 |      |
| Eleitorado/Participação | Eleitorado/Participação              | 48 848 | 45,60 / 100,00  | 6,13 |

| Freguesia          | %     | %     | %     | %    | %    | %    | %    | %    | Votantes |
| Freguesia          | PS    | PSD   | BE    | CDU  | PAN  | CDS  | CH   | L    | Votantes |
| ------------------ | ----- | ----- | ----- | ---- | ---- | ---- | ---- | ---- | -------- |
| Alvor              | 34,36 | 20,85 | 14,60 | 7,50 | 5,85 | 3,57 | 1,92 | 1,08 | 2 494    |
| Mexilhoeira Grande | 42,96 | 13,51 | 14,26 | 5,45 | 5,04 | 4,00 | 1,51 | 1,22 | 1 725    |
| Portimão           | 33,86 | 22,01 | 14,72 | 6,37 | 5,38 | 4,31 | 2,41 | 1,19 | 18 055   |
| Portimão           | 34,62 | 21,22 | 14,67 | 6,42 | 5,41 | 4,21 | 2,29 | 1,18 | 22 274   |

### São Brás de Alportel
| Partido                 | Partido                              | Votos | %               | +/-  |
| ----------------------- | ------------------------------------ | ----- | --------------- | ---- |
|                         | Partido Socialista                   | 1 755 | 38,73 / 100,00  | 5,78 |
|                         | Partido Social Democrata             | 1 128 | 24,90 / 100,00  | -    |
|                         | Bloco de Esquerda                    | 512   | 11,30 / 100,00  | 2,36 |
|                         | CDU - Coligação Democrática Unitária | 247   | 5,45 / 100,00   | 1,52 |
|                         | CDS – Partido Popular                | 159   | 3,51 / 100,00   | -    |
|                         | Pessoas–Animais–Natureza             | 150   | 3,31 / 100,00   | 1,05 |
|                         | CHEGA!                               | 100   | 2,21 / 100,00   | Novo |
|                         | Outros (com menos de 1,00%)          | 250   | 5,52 / 100,00   |      |
| Votos Inválidos         | Votos Inválidos                      | 230   | 5,08 / 100,00   | 0,62 |
| Total                   | Total                                | 4 531 | 100,00 / 100,00 |      |
| Eleitorado/Participação | Eleitorado/Participação              | 9 205 | 49,22 / 100,00  | 4,28 |

| Freguesia            | %     | %     | %     | %    | %    | %    | %    | Votantes |
| Freguesia            | PS    | PSD   | BE    | CDU  | CDS  | PAN  | CH   | Votantes |
| -------------------- | ----- | ----- | ----- | ---- | ---- | ---- | ---- | -------- |
| São Brás de Alportel | 38,73 | 24,90 | 11,30 | 5,45 | 3,51 | 3,31 | 2,21 | 4 531    |
| São Brás de Alportel | 38,73 | 24,90 | 11,30 | 5,45 | 3,51 | 3,31 | 2,21 | 4 531    |

### Silves
| Partido                 | Partido                                         | Votos  | %               | +/-  |
| ----------------------- | ----------------------------------------------- | ------ | --------------- | ---- |
|                         | Partido Socialista                              | 4 864  | 34,11 / 100,00  | 3,09 |
|                         | Partido Social Democrata                        | 2 731  | 19,15 / 100,00  | -    |
|                         | CDU - Coligação Democrática Unitária            | 1 881  | 13,19 / 100,00  | 0,15 |
|                         | Bloco de Esquerda                               | 1 661  | 11,65 / 100,00  | 1,77 |
|                         | Pessoas–Animais–Natureza                        | 616    | 4,32 / 100,00   | 2,59 |
|                         | CDS – Partido Popular                           | 497    | 3,49 / 100,00   | -    |
|                         | CHEGA!                                          | 344    | 2,41 / 100,00   | Novo |
|                         | Partido Comunista dos Trabalhadores Portugueses | 177    | 1,24 / 100,00   | 0,97 |
|                         | Outros (com menos de 1,00%)                     | 725    | 5,09 / 100,00   |      |
| Votos Inválidos         | Votos Inválidos                                 | 765    | 5,37 / 100,00   | 0,92 |
| Total                   | Total                                           | 14 261 | 100,00 / 100,00 |      |
| Eleitorado/Participação | Eleitorado/Participação                         | 29 921 | 47,66 / 100,00  | 5,91 |

| Freguesia                  | %     | %     | %     | %     | %    | %    | %    | %    | Votantes |
| Freguesia                  | PS    | PSD   | CDU   | BE    | PAN  | CDS  | CH   | PCTP | Votantes |
| -------------------------- | ----- | ----- | ----- | ----- | ---- | ---- | ---- | ---- | -------- |
| Alcantarilha e Pêra        | 35,05 | 22,95 | 8,98  | 11,77 | 5,20 | 3,56 | 1,70 | 1,20 | 1 826    |
| Algoz e Tunes              | 33,11 | 20,09 | 11,85 | 11,68 | 4,81 | 3,73 | 3,01 | 1,30 | 2 389    |
| Armação de Pêra            | 33,09 | 26,24 | 6,80  | 12,22 | 6,01 | 4,27 | 2,37 | 0,90 | 1 898    |
| São Bartolomeu de Messines | 36,31 | 16,66 | 14,46 | 10,84 | 3,38 | 3,50 | 2,49 | 1,22 | 3 368    |
| São Marcos da Serra        | 40,70 | 16,16 | 15,13 | 10,02 | 0,82 | 3,68 | 0,82 | 1,43 | 489      |
| Silves                     | 32,23 | 16,17 | 17,34 | 12,14 | 4,05 | 2,94 | 2,52 | 1,37 | 4 291    |
| Silves                     | 34,11 | 19,15 | 13,19 | 11,65 | 4,32 | 3,49 | 2,41 | 1,24 | 14 261   |

### Tavira
| Partido                 | Partido                              | Votos  | %               | +/-  |
| ----------------------- | ------------------------------------ | ------ | --------------- | ---- |
|                         | Partido Socialista                   | 4 128  | 39,22 / 100,00  | 4,54 |
|                         | Partido Social Democrata             | 2 346  | 22,29 / 100,00  | -    |
|                         | Bloco de Esquerda                    | 1 307  | 12,42 / 100,00  | 1,69 |
|                         | CDU - Coligação Democrática Unitária | 572    | 5,43 / 100,00   | 1,09 |
|                         | CDS – Partido Popular                | 407    | 3,87 / 100,00   | -    |
|                         | Pessoas–Animais–Natureza             | 401    | 3,81 / 100,00   | 2,30 |
|                         | CHEGA!                               | 170    | 1,62 / 100,00   | Novo |
|                         | Outros (com menos de 1,00%)          | 647    | 6,14 / 100,00   |      |
| Votos Inválidos         | Votos Inválidos                      | 548    | 5,20 / 100,00   | 0,85 |
| Total                   | Total                                | 10 526 | 100,00 / 100,00 |      |
| Eleitorado/Participação | Eleitorado/Participação              | 21 469 | 49,03 / 100,00  | 4,31 |

| Freguesia                        | %     | %     | %     | %    | %    | %    | %    | Votantes |
| Freguesia                        | PS    | PSD   | BE    | CDU  | CDS  | PAN  | CH   | Votantes |
| -------------------------------- | ----- | ----- | ----- | ---- | ---- | ---- | ---- | -------- |
| Cachopo                          | 47,58 | 29,74 | 4,09  | 3,72 | 3,72 | 0,37 | 0,74 | 269      |
| Conceição e Cabanas de Tavira    | 41,62 | 18,08 | 14,41 | 5,27 | 3,01 | 4,80 | 1,79 | 1 062    |
| Luz de Tavira e Santo Estêvão    | 40,04 | 20,46 | 12,37 | 5,81 | 4,29 | 3,47 | 1,57 | 1 843    |
| Santa Catarina da Fonte do Bispo | 46,69 | 21,46 | 11,34 | 3,10 | 2,83 | 2,16 | 0,67 | 741      |
| Santa Luzia                      | 40,87 | 15,02 | 14,05 | 8,56 | 4,36 | 4,52 | 1,13 | 619      |
| Tavira (Santa Maria e Santiago)  | 37,07 | 24,12 | 12,42 | 5,39 | 3,97 | 4,02 | 1,80 | 5 992    |
| Tavira                           | 39,22 | 22,29 | 12,42 | 5,43 | 3,87 | 3,81 | 1,62 | 10 526   |

### Vila do Bispo
| Partido                 | Partido                              | Votos | %               | +/-  |
| ----------------------- | ------------------------------------ | ----- | --------------- | ---- |
|                         | Partido Socialista                   | 732   | 40,07 / 100,00  | 0,21 |
|                         | Partido Social Democrata             | 328   | 17,95 / 100,00  | -    |
|                         | Bloco de Esquerda                    | 219   | 11,99 / 100,00  | 0,88 |
|                         | CDU - Coligação Democrática Unitária | 126   | 6,90 / 100,00   | 1,82 |
|                         | Pessoas–Animais–Natureza             | 81    | 4,43 / 100,00   | 2,05 |
|                         | CHEGA!                               | 81    | 4,43 / 100,00   | Novo |
|                         | CDS – Partido Popular                | 61    | 3,34 / 100,00   | -    |
|                         | Outros (com menos de 1,00%)          | 98    | 5,42 / 100,00   |      |
| Votos Inválidos         | Votos Inválidos                      | 101   | 5,53 / 100,00   | 0,96 |
| Total                   | Total                                | 1 827 | 100,00 / 100,00 |      |
| Eleitorado/Participação | Eleitorado/Participação              | 3 908 | 46,75 / 100,00  | 7,76 |

| Freguesia                 | %     | %     | %     | %    | %    | %    | %    | Votantes |
| Freguesia                 | PS    | PSD   | BE    | CDU  | PAN  | CH   | CDS  | Votantes |
| ------------------------- | ----- | ----- | ----- | ---- | ---- | ---- | ---- | -------- |
| Barão de São Miguel       | 34,15 | 13,41 | 18,90 | 8,54 | 7,32 | 4,27 | 1,22 | 164      |
| Budens                    | 43,62 | 16,26 | 15,02 | 8,44 | 3,29 | 1,23 | 4,12 | 486      |
| Sagres                    | 41,40 | 18,29 | 7,75  | 6,51 | 4,34 | 6,98 | 2,95 | 645      |
| Vila do Bispo e Raposeira | 37,03 | 20,49 | 12,22 | 5,45 | 4,70 | 4,32 | 3,76 | 532      |
| Vila do Bispo             | 40,07 | 17,95 | 11,99 | 6,90 | 4,43 | 4,43 | 3,34 | 1 827    |

### Vila Real de Santo António
| Partido                 | Partido                              | Votos  | %               | +/-  |
| ----------------------- | ------------------------------------ | ------ | --------------- | ---- |
|                         | Partido Socialista                   | 2 728  | 40,09 / 100,00  | 5,71 |
|                         | Partido Social Democrata             | 1 138  | 16,72 / 100,00  | -    |
|                         | Bloco de Esquerda                    | 901    | 13,24 / 100,00  | 1,81 |
|                         | CDU - Coligação Democrática Unitária | 855    | 12,56 / 100,00  | 0,87 |
|                         | Pessoas–Animais–Natureza             | 234    | 3,44 / 100,00   | 1,94 |
|                         | CDS – Partido Popular                | 218    | 3,20 / 100,00   | -    |
|                         | CHEGA!                               | 132    | 1,94 / 100,00   | Novo |
|                         | Outros (com menos de 1,00%)          | 353    | 5,20 / 100,00   |      |
| Votos Inválidos         | Votos Inválidos                      | 246    | 3,62 / 100,00   | 0,90 |
| Total                   | Total                                | 6 805  | 100,00 / 100,00 |      |
| Eleitorado/Participação | Eleitorado/Participação              | 16 733 | 40,67 / 100,00  | 7,92 |

| Freguesia                  | %     | %     | %     | %     | %    | %    | %    | Votantes |
| Freguesia                  | PS    | PSD   | BE    | CDU   | PAN  | CDS  | CH   | Votantes |
| -------------------------- | ----- | ----- | ----- | ----- | ---- | ---- | ---- | -------- |
| Monte Gordo                | 42,40 | 16,98 | 12,85 | 14,54 | 2,63 | 2,91 | 2,25 | 1 066    |
| Vila Nova de Cacela        | 42,40 | 19,29 | 11,49 | 7,80  | 2,84 | 3,76 | 2,13 | 1 410    |
| Vila Real de Santo António | 38,83 | 15,82 | 13,91 | 13,63 | 3,83 | 3,10 | 1,80 | 4 329    |
| Vila Real de Santo António | 40,09 | 16,72 | 13,24 | 12,56 | 3,44 | 3,20 | 1,94 | 6 805    |